# Виллагранде-Стризайли
Виллагранде-Стризайли (итал. Villagrande Strisaili) — коммуна в Италии, располагается в регионе Сардиния, подчиняется административному центру Нуоро.
Население составляет 3 096 человек, плотность населения составляет 14,72 чел./км². Занимает площадь 210,35 км². Почтовый индекс — 8049. Телефонный код — 0782.
Покровителем населённого пункта считается архангел Божий Гавриил. Праздник ежегодно празднуется 1 августа.

## Примечание
1. ↑  Popolazione residente al 1° Gennaio 2020 per età, sesso e stato civile. Дата обращения: 22 апреля 2021. Архивировано из оригинала 4 марта 2021 года.
2. ↑  I Comuni della Sardegna in Rete - Villagrande Strisaili - Regione Autonoma della Sardegna. www.comunas.it. Дата обращения: 22 ноября 2019. Архивировано 10 декабря 2019 года.
3. ↑  Statistiche demografiche ISTAT. demo.istat.it. Дата обращения: 22 ноября 2019. Архивировано из оригинала 24 июля 2019 года.